# ISO 3166-2:IQ
ISO 3166-2:IQ — стандарт Международной организации по стандартизации, который определяет геокоды. Является подмножеством стандарта ISO 3166-2, относящимся к Ираку. Стандарт охватывает 18 мухафаз (провинций) Ирака. Каждый геокод состоит из двух частей: кода Alpha2 по стандарту ISO 3166-1, для Ирака — IQ и дополнительного кода, записанных через дефис. Дополнительный код образован созвучно: названию, аббревиатуре названия мухафаз. Геокоды мухафаз являются подмножеством кодов домена верхнего уровня — IQ, присвоенного Ираку в соответствии со стандартами ISO 3166-1.

## Геокоды Ирака
Геокоды 18 мухафаз административно-территориального деления Ирака.
| Геокод | Административная единица | Статус   |
| ------ | ------------------------ | -------- |
| IQ-AN  | Анбар                    | мухафаза |
| IQ-MA  | Майсан                   | мухафаза |
| IQ-AR  | Эрбиль                   | мухафаза |
| IQ-MU  | Мутанна                  | мухафаза |
| IQ-BA  | Басра                    | мухафаза |
| IQ-NA  | Наджаф                   | мухафаза |
| IQ-BB  | Бабиль                   | мухафаза |
| IQ-NI  | Найнава                  | мухафаза |
| IQ-BG  | Багдад                   | мухафаза |
| IQ-QA  | Кадисия                  | мухафаза |
| IQ-DA  | Дахук                    | мухафаза |
| IQ-SD  | Салах-эд-Дин             | мухафаза |
| IQ-DI  | Дияла                    | мухафаза |
| IQ-SU  | Сулеймания               | мухафаза |
| IQ-DQ  | Ди-Кар                   | мухафаза |
| IQ-KI  | Киркук                   | мухафаза |
| IQ-KA  | Кербела                  | мухафаза |
| IQ-WA  | Васит                    | мухафаза |

## Геокоды пограничных Ираку государств
- Иран — ISO 3166-2:IR (на востоке),
- Кувейт — ISO 3166-2:KW (на юго-востоке),
- Саудовская Аравия — ISO 3166-2:SA (на юге),
- Иордания — ISO 3166-2:JO (на западе),
- Сирия — ISO 3166-2:SY (на западе),
- Турция — ISO 3166-2:TR (на севере).